# Bording Kirke
Bording kirke er en kirke fra 1897, tegnet af Claudius August Wiinholt. En stor del af inventaret stammer fra den gamle Bording kirke, som blev revet ned umiddelbart før opførelsen af den nuværende kirke, da den var blevet for lille til menigheden. Det skete efter at religiøse vækkelser og Hedeselskabets opdyrkningsarbejde på den jyske hede havde øget behovet for kirker på egnen. Det var arkitekten Wiinholts holdning, at kirken skulle løfte sit spir og sit tårn op over heden. For at spare materialer blev tårnet opført lige over korsskæringen, lige som der blev anvendt en hel del af kvadrene fra den gamle kirke, hvilket kan ses i blandt andet sokkelstenene og murhjørnerne. Blandt inventaret fra den gamle kirke blev blandt andet prædikestolen, døbefonten, en del af alteret og vinduesoverliggerne. Orglet, der har otte stemmer, blev bygget af Marcussen & Søn i 1967. Under kirkegulvet ligger et gammelt gramkammer, der dog nu er tomt. Kirkens klokke er fra 1487 og siges at stamme fra Karup Kirke. Den er ophængt i en muret klokkestabel.

## Eksterne kilder og henvisninger
1. ↑  Risom, Henrik (1990).  Norman Svendsen, Margit; Norman Svendsen, Erik (red.). Nyere Danske Kirker. Valby: Unitas Forlag. s. 30-31. ISBN 87-7517-255-0.

- Bording Kirke hos KortTilKirken.dk